# كارل نوردينج
كارل نوردينج (بالسويدية: Carl Nordling)‏ (و. 1931 – 2016 م) هو فيزيائي من السويد .
وكان عضواً في الأكاديمية الملكية السويدية للعلوم .

## مناصب وهيئات
أدار جامعة أوبسالا.